# Lady Franklin's Lament
Lady Franklin's Lament est une ballade traditionnelle commémorant la disparition de l'expédition Franklin de John Franklin en 1845. Sa création est attestée dès 1855, elle aurait été écrite par Jane Griffin (« Lady Franklin »), la veuve de John Franklin.
Elle a été enregistrée par de nombreux artistes, dont Martin Carthy, John Renbourn, Pentangle, Sinéad O'Connor (sur l'album Sean-Nós Nua, 2002), Pearlfishers ainsi que Duncan McFarlane.
La mélodie a aussi été utilisée pour la chanson de Bob Dylan Bob Dylan's Dream, ainsi que Jamie's Secret de David Wilcox.